# Aneurin Bevan
Aneurin "Nye" Bevan (15 tháng 11 năm 1897 – 6 tháng 7 năm 1960) là một chính trị gia người Anh thuộc Đảng Lao động Anh. Ông là Phó chủ tịch Đảng Lao động Anh từ năm 1959 cho đến khi mất năm 1960. Ông nhiều năm là nghị sĩ của Anh, đại diện cho vùng Ebbw Vale trong 31 năm và là một trong những lãnh đạo của phe cánh tả.
Bevan lãnh đạo thợ mỏ xứ Wales trong cuộc tổng bãi công năm 1926. Tư tưởng cánh tả và tính khí nóng nảy làm cho ông trở thành một thành viên nổi loạn trong đảng. Là nhà sáng lập và biên tập viên tạp chí Tribune, Bevan là một trong những nhà phê bình Winston Churchill có tính xây dựng nhất trong thời gian thế chiến thứ hai. Bevan là bộ trưởng Bộ Y tế trong 6 năn từ 1945 đến 1951. Năm 1951 ông trở thành bộ trưởng Bộ Lao động, nhưng từ chức khi phải chịu trách nhiệm trong một vài dịch vụ y tế. Mặc dù có những quan điểm đối lập với Đảng của mình, Bevan được bầu làm Phó chủ tịch Đảng năm 1959 cho đến khi mất.